# Giv'ot Šchoret
Giv'ot Šchoret (hebrejsky: גבעות שחורת) je vrch o nadmořské výšce 162 metrů v jižním Izraeli, v pohoří Harej Ejlat.
Nachází se cca 6 kilometrů severně od centra města Ejlat a cca 3 kilometry východně od mezistátní hranice mezi Izraelem a Jordánskem. Má podobu výrazného odlesněného skalního masivu, který prudce vystupuje z jinak převážně plochého dna údolí Vádí al-Araba. Podél severního okraje vrchu protéká vádí Nachal Šchoret, na jižní straně terén klesá do Nachal Roded. Na jihovýchodních svazích leží průmyslová zóna Šchorot situovaná při dálnici číslo 90.